# Màrius Cabré i Esteve
Màrius Cabré i Esteve, més conegut artísticament com a Mario Cabré, (Barcelona, 6 de gener de 1916 - 1 de juliol de 1990) va ser un torero, actor de teatre i cinema català. Va també ser un poeta i presentador de televisió.
Havia nascut en una família d'artistes teatrals, encara que ja de jove va decidir enfocar la seva carrera cap al món taurí. Va començar a torejar el 1934, sota el sobrenom de Cabrerito, i debutà a la Plaça de Las Ventas de Madrid el 10 d'agost de 1941. L'1 d'octubre de 1943 va prendre l'alternativa de mans de Domingo Ortega a la Real Maestranza de Sevilla. El padrí va ser El Estudiante i el toro de la cerimònia es deia "Negociante", de Curro Chica. La confirmar a Las Ventas el vuit de gener del 1944, de mans de Domingo Ortega i A. Bienvenida. El toro es deia "Cantito" de les ramaderia de V. Muriel.
Va ser un torero elegant i valent. Feia grans veròniques. No va arribar a triomfar per ser tant polifacètic: actor, poeta, locutor. A la coproducció hispano-cubana Una cubana en España amb Blanquita Amaro, cantava amb accent andalús i una certa gràcia el conegut bolero "Maria Dolores".
Un cop retirat del món del toreig va tenir una prolífica carrera com a actor cinematogràfic, participant en pel·lícules com Pandora and the Flying Dutchman (1951), amb James Mason i Ava Gardner, Tercio de quites (1951), La novia (1955) o Nocturn 29 (1968) al costat de Lucia Bosè. En la seva autobiografia, Ava Gardner diu de Cabré que el bon home es va creure obligat a exercir amb ella un laboriós i narcisista paper de latin lover, fent-se més aviat pesat amb els seus rams de flors i trucades telefòniques a l'hotel on s'allotjava la diva americana. De totes maneres Frank Sinatra va irrompre-hi inesperadament a mitjan rodatge de la pel·lícula. Com a presentador de televisió va estar present en els inicis de Televisió Espanyola, des dels primers temps, presentant programes com Club Miramar (1959-1960), al costat de Federico Gallo; Basar (1963) o sobretot, Reina por un día amb José Luis Barcelona, entre 1964 i 1965.
Va patir un atac d'hemiplegia i passà els darrers anys de la seva vida al balneari de Benicàssim, per morir finalment a Barcelona. Reposa al Cementiri de Montjuïc.

## Produccions

### Cinema
- 1947. Oro y marfil. Director: Gonzalo Delgrás.
- 1950. La mujer, el torero y el toro. Director: Fernando Butragueño.
- 1951. Pandora y el holandés errante, amb James Mason i Ava Gardner. Director: Albert Lewin
- 1951. Una cubana en España. Director: Luis Bayón Herrera
- 1951. Tercio de quites. Director: Emilio Gómez Muriel
- 1954. Noches andaluzas. Directors: Ricardo Blasco i Maurice Cloche
- 1954. Siempre Carmen. Director: Giuseppe Maria Scotese.
- 1954. Misión extravagante. Director: Ricardo Gascón
- 1955. La novia. Director: Alberto D'Aversa
- 1955. Los hampones. Director: Alberto D'Aversa.
- 1955. Marta. Director: Francisco Elías
- 1955. Noche de tormenta. Directors: Jaime de Mayora i Marcel Jauniaux
- 1956. La doble mentira. Director: Juan Sires
- 1957. El diablo de vacaciones. Director: Ferruccio Cerio.
- 1963. Trampa mortal. Director: Antonio Santillán
- 1967. No compteu amb els dits. Director: Pere Portabella.
- 1968. Nocturno 29, Director: Pere Portabella. Amb Lucía Bosé.

### Teatre
- 1965, juliol. Història d'un mirall, original de Cecília A. Màntua. Estrenada al teatre Romea de Barcelona.
- Mar i cel, original d'Àngel Guimerà. Per la companyia de Màrius Cabré.
- Terra baixa, original d'Àngel Guimerà. Per la companyia de Màrius Cabré.
- El místic, original de Santiago Rusiñol. Per la companyia de Màrius Cabré.
- Un marit baix de to, adaptació de Joan Cumellas, amb Màrius Cabré i Alady

### Televisió
- Club Miramar (1959), amb Federico Gallo
- Bazar (1963)
- Reina por un día, amb José Luis Barcelona, entre 1964 i 1965.

### Poesia
- Dietario poético a Ava Gardner. 1950.
- Oda a Gala-Salvador Dalí. 1952.
- Canto sin sosiego
- Libros (Tankas). 1962.
- En la residencia. 1969.
- Maramor. 1973.
- Beni-Casim i Tankas. 1978.
- Peldaños de eternidad. 1979.
- Recortes de amor. 1979.
- Pablo Ruiz Picasso y laberintos de redes: Poemas. 1981.
- El apóstol viajero y otros poemas. 1982.
- Meditaciones. 1984.
- Pasos de esperanza. 1986.
- Cántico de brisas: poemas. 1987.
- Libros 8Tankas), 1962.

### Discografia
- Don Juan Tenorio. 1963.
- Terra baixa. 1964.
- Antología viva. 1973.